# 友だちじゃないか/ONE FAVOR〜片隅で〜
「友だちじゃないか/ONE FAVOR〜片隅で〜」（ともだちじゃないか/ワンフェイヴァー かたすみで）は、ぢ・大黒堂のシングル。

## 収録曲
1. 友だちじゃないか
  - 作詞・作曲：トータス松本、編曲：佐久間正英・トータス松本
2. ONE FAVOR〜片隅で〜
  - 作詞：九條仁里、作曲：山崎まさよし、編曲：小田和正
3. 友だちじゃないか（カラオケ）
4. ONE FAVOR〜片隅で〜（カラオケ）

## ゲスト
- コーラス - 三宅裕司、野口五郎
- ドラム - 佐藤シンイチロウ（the pillows）
- ベース - 大木温之（The ピーズ）